# C/2004 F4
C/2004 F4 (Bradfield)是一顆非週期性彗星，由業餘天文學家威廉·阿什利·布拉德菲爾德於2004年3月23日發現，這顆彗星的巔峰視星等約3.3等。

## 物理性質
2004年3月23日，南澳大利亞揚卡利拉的業餘天文學家威廉·阿什利·布拉德菲爾德在尋找掠日彗星時，使用0.25公尺反射望遠鏡發現了這顆彗星，這是布拉德菲爾德發現的第18顆彗星。當時這顆彗星位於黃昏時分，星等估計約為8 等。羅伯特·麥克諾特於2004年4月9日觀測到這顆彗星，估計該彗星的星等為5等，而特里·洛弗喬伊在4月12日估計其星等為3.3 等，它的尾巴長度為半度。當時，天空中可見另外兩顆彗星，C/2001 Q4和C/2002 T7。
彗星於2004年4月17日到達近日點，距離0.168天文單位（2,510 萬公里；1,560 萬英里）。